# Orden de la Estrella de Ghana
La Orden de la Estrella de Ghana (en inglés: Order of the Star of Ghana) es una condecoración de la República de Ghana.
Fue establecida en 1960 para recompensar personas que hayan contribuido notablemente al desarrollo del país en diversas áreas. Fue la máxima condecoración hasta la creación en 2008 de la Orden de la Estrella y Águilas de Ghana.
La Orden de la Estrella de Ghana tiene tres grados y varias divisiones que dependen del grado:
- Compañero (letras postnominales: CSG), División Honoraria o División Civil;
- Oficial (letras postnominales: OSG), División Honoraria, División Civil o División Militar;
- Miembro (letras postnominales: MSG), División Honoraria, División Civil, División Militar o División Policial.

Físicamente, se trata de una banda con los colores nacionales y una placa de siete puntas casi cuadradas y en el centro lleva el águila que porta una estrella negra de cinco puntas (de forma similar al escudo).

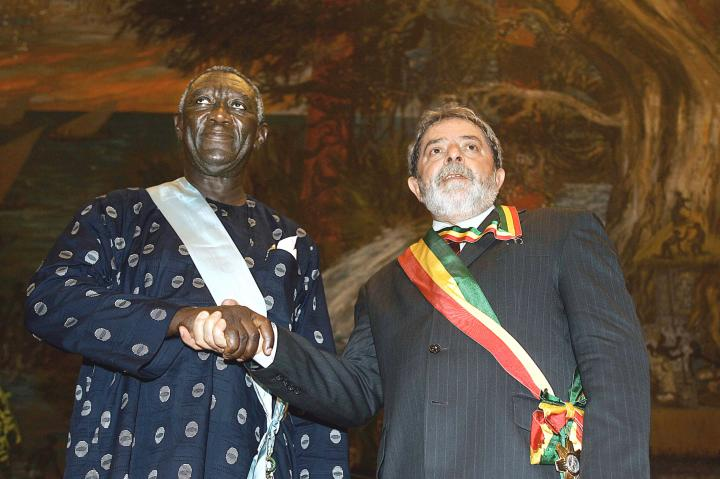
Lula da Silva con la Orden de la Estrella de Ghana en 2005.